# Sargochromis giardi
Sargochromis giardi ist ein sehr großer Buntbarsch der im südlichen Afrika (Angola, Namibia, Botswana, Sambia und Zimbabwe) im
Kunene, im Okavango River, im oberen und mittleren Sambesi, im Kafue und im Karibastausee vorkommt. 

## Merkmale
Sargochromis giardi hat einen hochrückigen, kräftigen Körper und einen großen Kopf mit konvexem Profil. Das größte bisher vermessene Exemplar, ein Männchen aus Überschwemmungsgebieten am oberen Sambesi, war 48 cm lang, das schwerste wog 2,9 kg. Die Maulspalte steht schräg, die dicken, konisch geformten Zähne stehen in zwei Reihen. Die Schlundknochen sind kräftig, die Schlundzähne groß und molariform. Jungfische sind olivgrün gefärbt, mit einer gelben Brust, 6 bis 7 dunklen senkrechten Streifen auf den Körperseiten und dunklen, grünlichschwarzen Flossen. Ausgewachsene Fische haben einen graugrünen Kopf und Rücken und cremefarbene Seiten. Die Flossen sind dunkelgrau mit roten Rändern und dunkelroten Flecken. Die Afterflosse zeigt hellgelbe Eiflecke mit orangem Zentrum.
- Flossenformel: Dorsale XIV–XVI/12–15; Anale III/9–11.
- Schuppenformel: SL 29–34.

## Lebensweise
Sargochromis giardi lebt in Flüssen und Seen und bevorzugt dort tiefere Gewässerabschnitte mit sandigem Bodengrund. Er ernährt sich vor allem von Schnecken, Muscheln und Insektenlarven. Wie alle Haplochromini ist Sargochromis giardi ein Maulbrüter. Er pflanzt sich im Frühsommer fort. Zur Paarung wird ein 20 bis 30 cm im Durchmesser messendes Areal von Vegetation befreit. Die Maulbrutpflege übernimmt das Weibchen. Die Fische pflanzen sich mit einem Alter von 2 bis 3 Jahren und einer Körperlänge von 15 bis 18 cm (Liambezisee) oder 22,5 bis 30 cm (oberer Sambesi) zum ersten Mal fort. Sargochromis giardi wird 6 bis 7 Jahre alt.

## Systematik
Sargochromis giardi wurde 1903 durch den französischen Ichthyologen Jacques Pellegrin als Tilapia giardi beschrieben und später der Gattung Sargochromis zugeordnet. Im Allgemeinen wird diese Gattung in der Tribus Haplochromini gestellt, einige Wissenschaftler stellen die haplochrominen Gattungen des südlichen Afrikas jedoch in die Tribus Serranochromini.